# Premio Nacional Feria del Libro Eduardo León Jimenes
El Premio Nacional Feria del Libro Eduardo León Jimenes es un premio literario anual otorgado desde 1997 por la Fundación Eduardo León Jimenes a la mejor obra editada en la República Dominicana. Los actos  de premiación tienen lugar durante la celebración de la Feria Internacional del Libro de Santo Domingo. Es uno de los premios literarios dominicanos más prestigiosos, que para la edición 2023 entregará un monto de RD$ 1,000,000.

## Historia
El Premio Nacional Feria del Libro Eduardo León Jimenes tiene su origen en una propuesta de José Rafael Lantigua, titular en 1997 del Ministerio de la Cultura. La iniciativa fue acogida y propulsada con entusiasmo por la familia León, a través del Grupo León Jimenes, una institución de servicios culturales, sin fines de lucro, de tradición familiar con arraigo en la dominicanidad.
El objetivo del premio es el de reconocer la obra de un autor dominicano, publicada y dada a conocer en el transcurso del año anterior a su entrega.
En ocasión de la vigésimo quinta entrega del premio, en 2022, la Fundación Eduardo León Jimenes organizó una exposición itinerante en la que se puso de relieve la trayectoria del premio.

## Lista de ganadores
Hasta la fecha, los ganadores son:
| Año  | Ganador                                       | Obra                                                                                    |
| ---- | --------------------------------------------- | --------------------------------------------------------------------------------------- |
| 1997 | Marcio Veloz Maggiolo                         | Trujillo, Villa Francisca y otros Fantasmas                                             |
| 1998 | Amadeo Julián                                 | Bancos, Ingenios y Esclavos en la Época Colonial                                        |
| 1999 | Manuel Rueda                                  | Las Metamorfosis de Makanda                                                             |
| 2000 | Miguel Guerrero                               | Al Borde del Caos                                                                       |
| 2000 | Bernardo Vega                                 | Los Estados Unidos y Trujillo, 1960-1961. Los Días Finales                              |
| 2001 | José Miguel Soto Jiménez                      | Los Motivos del Machete                                                                 |
| 2002 | Manuel Núñez                                  | El Ocaso de la Nación Dominicana                                                        |
| 2003 | Lupo Hernández Rueda                          | Código de Trabajo Anotado                                                               |
| 2004 | Catana Pérez de Cuello Rafael Solano          | El Merengue: Música y Baile de la República Dominicana                                  |
| 2005 | Bernardo Vega                                 | Cómo los Americanos Ayudaron a Colocar A Balaguer en el Poder en 1966                   |
| 2006 | Edwin Espinal Hernández                       | Historia Social de Santiago de los Caballeros. 1863-1900                                |
| 2007 | Jeannette Miller                              | Importancia del Contexto Histórico en el Desarrollo del Arte Dominicano                 |
| 2008 | Juan Daniel Balcácer                          | Trujillo: El Tiranicidio de 1961                                                        |
| 2009 | Hamlet Hermann                                | El Fiero: Eberto Lalane José                                                            |
| 2010 | Dedé Mirabal                                  | Vivir en su jardín. Memorias                                                            |
| 2011 | Manuel Salvador Gautier                       | Dimensionando a Dios                                                                    |
| 2012 | Miguel Reyes Sánchez                          | Océanos de tinta y papel: Historia de la Navegación y el Desarrollo Marítimo Dominicano |
| 2013 | Manuel Antonio de la Cruz Víctor Manuel Durán | Artesanía Dominicana: Un Arte Popular                                                   |
| 2014 | Leonte Brea                                   | El Político: Radiografía Íntima                                                         |
| 2015 | José Báez Guerrero                            | Buenaventura Báez                                                                       |
| 2016 | José Rafael Lantigua                          | Espacios y Resonancias                                                                  |
| 2017 | Jorge Tena Reyes                              | Pedro Henríquez Ureña. Esbozo de su Vida y de su Obra                                   |
| 2018 | Carlos Esteban Deive                          | Bibliotecas privadas y Vida Cotidiana en la Colonia de Santo Domingo                    |
| 2019 | Guillermo Piña-Contreras                      | La Reina de Santomé (Historias de la Vida de Provincia)                                 |
| 2020 | Freddy Bretón                                 | Los Entresijos del Viento                                                               |
| 2021 | Tulio A. Matos                                | Las Consentidoras                                                                       |
| 2022 | Pablo Gómez Borbón                            | Morir en Bruselas                                                                       |